# 大阪本拠地時代のホークス主催試合の地方球場一覧
大阪本拠地時代のホークス主催試合の地方球場一覧（おおさかほんきょちじだいのホークスしゅさいしあいのちほうきゅうじょういちらん）では大阪府に本拠地を置いていた時の南海ホークスのホームスタジアムの大阪球場以外で公式戦を主催した野球場を列記する（フランチャイズ制度が導入された1952年から）（大阪本拠地最終年度の1988年まで）。
福岡県に本拠地を移転した1989年以降は、福岡ソフトバンクホークス主催試合の地方球場一覧を参照。

## 大阪府（保護地域）
一軍
- 大阪球場（大阪スタヂアム）（1950年 - 1988年）※1957年までと1989年 - 1990年は近鉄主催でも使用。

二軍
- 中百舌鳥球場（ - 1988年）※フランチャイズ制導入以前は一軍の試合でも開催実績あり。

### 兵庫県
- 阪神甲子園球場（1948年 - 1949年）※1953年の日本シリーズ第6戦（10月15日）でも使用。

## 東日本
北海道
- 函館市民球場（1950年）
- 旭川市営球場（1950年）
- 上砂川球場（1950年）
- 札幌市円山球場（1950年、1983年）
- 小樽桜ヶ丘球場（1950年）

東京都
- 後楽園球場（1938年 - 1950年）
- 上井草球場（1950年）

新潟県
- 新潟市営白山野球場（1950年）
- 鳥屋野運動公園野球場（新潟市営鳥屋野野球場）（1977年 - 1980年、1981年=中止、1982年 - 1986年、1987年=中止、1988年）
- 長岡市悠久山野球場（1977年 - 1980年、1982年 - 1986年）
- 上越市営球場（1981年）
- 柏崎市佐藤池野球場（1987年 - 1988年）

## 近畿圏・中部圏
富山県
- 県営富山野球場（1950年、1976年）
- 高岡市営城光寺野球場（1976年）

石川県
- 石川県営兼六園野球場（1950年）

福井県
- 福井市営球場（1950年）

岐阜県
- 岐阜県営野球場（1950年）

京都府
- 衣笠球場（1950年、1951年）

大阪府
- 藤井寺球場（1946年、1950年 - 1951年）
- 中百舌鳥球場（1950年）
- 日本生命球場（1950年）

兵庫県
- 阪急西宮スタジアム （阪急西宮球場）（1938年 - 1951年）

和歌山県
- 和歌山県営球場（1952年）
- 和歌山県営紀三井寺野球場（1973年、1976年、1984年、1987年）

岡山県
- 岡山県野球場（1978年）

徳島県
- 徳島県営蔵本球場（現：むつみスタジアム）（1961年、1973年）

他にもオープン戦のみで田辺市立市民球場や田辺グリーン球場（いずれも田辺市だが別球場。但し両球場とも2012年に解体され、現存せず）、呉市二河野球場（鶴岡一人記念球場）などが使われた事例がある（呉では対広島戦の場合、保護地域権の関係上広島主催でも開催）。

## 九州
福岡県
- 小倉豊楽園球場（1950年）
- 平和台野球場（1979年 - 1988年）

大分県
- 新大分球場（現：別大興産スタジアム）（1985年）

## 備考
- 新潟県で開催された試合はいずれも新潟日報社が主催し、南海球団から興行権を購入して開催していた（売り興行）。